# Ximena Duque
Ximena Duque Giraldo (Cali, 30 gennaio 1985) è un'attrice colombiana, interprete di telenovelas.

## Filmografia parziale
- Pecados Ajenos (2007)
- Valeria (2008)
- El rostro de Analía (2008)
- Victorinos (2009)
- Bella calamidades (2010)
- Alguien te mira (2010)
- Sacrificio de mujer (2011)
- La casa de al lado (2011)
- Corazón valiente (2012)
- Santa Diabla (2013-2014)
- Villa paraíso (2015)
- Days of Our Lives (2016)
- La fan (2017)
- Queen of the South (2017)